# Ulf Nordlander
Ulf Mikael Nordlander, född 12 november 1949 i Nordingrå, är en svensk pensionerad officer i Armén.

## Militär karriär
Nordlander blev fänrik i Armén 1972. Han befordrades till löjtnant 1974, till kapten 1975, till major 1983, till överstelöjtnant 1989, till överste 1992 och till överste av 1:a graden 1996.
Nordlander inledde sin militära karriär i Armén vid Norrlands signalbataljon (S 3), där han tjänstgjorde åren 1972–1983. År 1984 tjänstgjorde han vid Försvarets materielverk (FMV). Åren 1985–1990 tjänstgjorde han vid Övre Norrlands militärområdesstab. Åren 1990–1992 tjänstgjorde han som bataljonschef vid Norrlands signalregemente (S 3). Åren 1992–1994 var han regementschef för Norrlands signalregemente (S 3). Åren 1994–1996 var han kårchef för Norrlands signalkår (S 3). Åren 1996–1999 var han chef för Operationsledningen vid Norra militärområdesstaben (Milo N). Åren 1999–2000 var han försvarsområdesbefälhavare (Fobef) för Norrbottens försvarsområde (Fo 63). Åren 2000–2004 var han stabschef och ställföreträdande chef för Norra militärdistriktet (MD N). Åren 2004–2009 var han chef för Teknikdivision vid Försvarsmaktens logistik (FMLOG). Åren 2009–2010 var han chef för Försvarsmaktens logistik (FMLOG). Åren 2011–2012 tjänstgjorde han vid Högkvarteret i arbetsgruppen Regional Ledning. Då han var en av de få kvarvarande officerare med bakgrund som försvarsområdesbefälhavare, fick han i uppdrag med ledda arbetet med att organisera de fyra militärregionerna, vilka sedan bildades den 1 januari 2013. Efter 43 års tjänstgöring, lämnade Nordlander Försvarsmakten i juni 2012. 
Nordlander har i perioden 2012-2019, samt från 2021 och fortfarande jobbat med stöd i olika former till Försvarsmakten som inhyrd konsult via ROTE Consulting AB.
Nordlander har sedan 2001 varit ordförande i S 3 Kamratförening. Föreningen har genom ett frivilligt och engagerat arbete givit ut ett Historieverk 2020, tillika minnesbok.